# Castillon-Massas
Castillon-Massas este o comună în departamentul Gers din sudul Franței. În 2009 avea o populație de 248 de locuitori.

## Evoluția populației
| An        | 1975 | 1982 | 1990 | 1999 | 2006 | 2009 |
| --------- | ---- | ---- | ---- | ---- | ---- | ---- |
| Populație | 146  | 169  | 171  | 197  | 235  | 248  |